# РД-253
«РД-253» (Ракетный двигатель 253) — российский жидкостный ракетный двигатель (ЖРД) производства НПО «Энергомаш». Предназначен для использования на первых ступенях ракет семейства «Протон». Один из первых ЖРД замкнутой схемы. Некриогенное горючее несимметричный диметилгидразин, окислитель — тетраоксид диазота. Использование высококипящих самовоспламеняющихся компонентов топлива позволило сделать конструкцию более простой и надёжной. Недостатком такого решения стала ядовитость горючего и особенно — окислителя.

## История
Разработка велась под руководством В. П. Глушко РД-253 с 1961 по 1963 год. Когда он стал самым мощным однокамерным ЖРД на таких компонентах топлива. Первый запуск УР-500 (первой в семействе ракет «Протон») с двигателями РД-253 состоялся в июле 1965 года.
Шесть ЖРД РД-253 устанавливали на первую ступень РН «Протон», обеспечивая успешные полёты космических аппаратов «Луна», «Венера», «Марс», кораблей ТКС, орбитальных станций «Салют», «Алмаз», «Мир», модулей МКС и тяжёлых спутников.
Разрабатывались модификации двигателя, которые не использованы на ракетах: форсированный РД-256 завершён после разработки технической документации; РД-254 с соплом для работы в пустоте.

## Состояние и развитие
Серийно производился на Пермском моторостроительном заводе под авторским надзором Камского филиала НПО Энергомаш (ОАО «Протон-ПМ»).
В 1987—1993 годах ЖРД доработан с обозначением РД-275 (14Д14). Тяга увеличена на 7,7 % благодаря увеличению давления в камере сгорания, что позволяет увеличить массу полезного груза ракеты «Протон» на 600 кг. Первый запуск РН «Протон-К» с двигателями РД-275 состоялся в октябре 1995 года.
С 2001 года Камский филиал начал разработку и доводку 14Д14М — форсированной на 5,2 % по тяге модификации серийного двигателя РД-275, что увеличило полезную нагрузку ракеты «Протон-М» на 1 т на низкую орбиту и на 150 кг на стационарную орбиту. В 2002 и 2003 годах проводился выпуск конструкторской и технологической документации на двигатель 14Д14М (РД-275М), проведены 4 огневых испытания трёх доводочных двигателей 14Д14М с наработкой 735 с.
С 14 апреля по 15 июня 2005 года выполнена программа межведомственных испытаний трёх двигателей 14Д14М. Началось его серийное производство. На сайте производителя Протон-ПМ ЖРД «РД-275М» (14Д14М) назван «РД-276».
Летом 2018 года СМИ сообщили о прекращении производства «РД-276» в связи с отсутствием заказов на «Протон».